# Jacob Le Roy

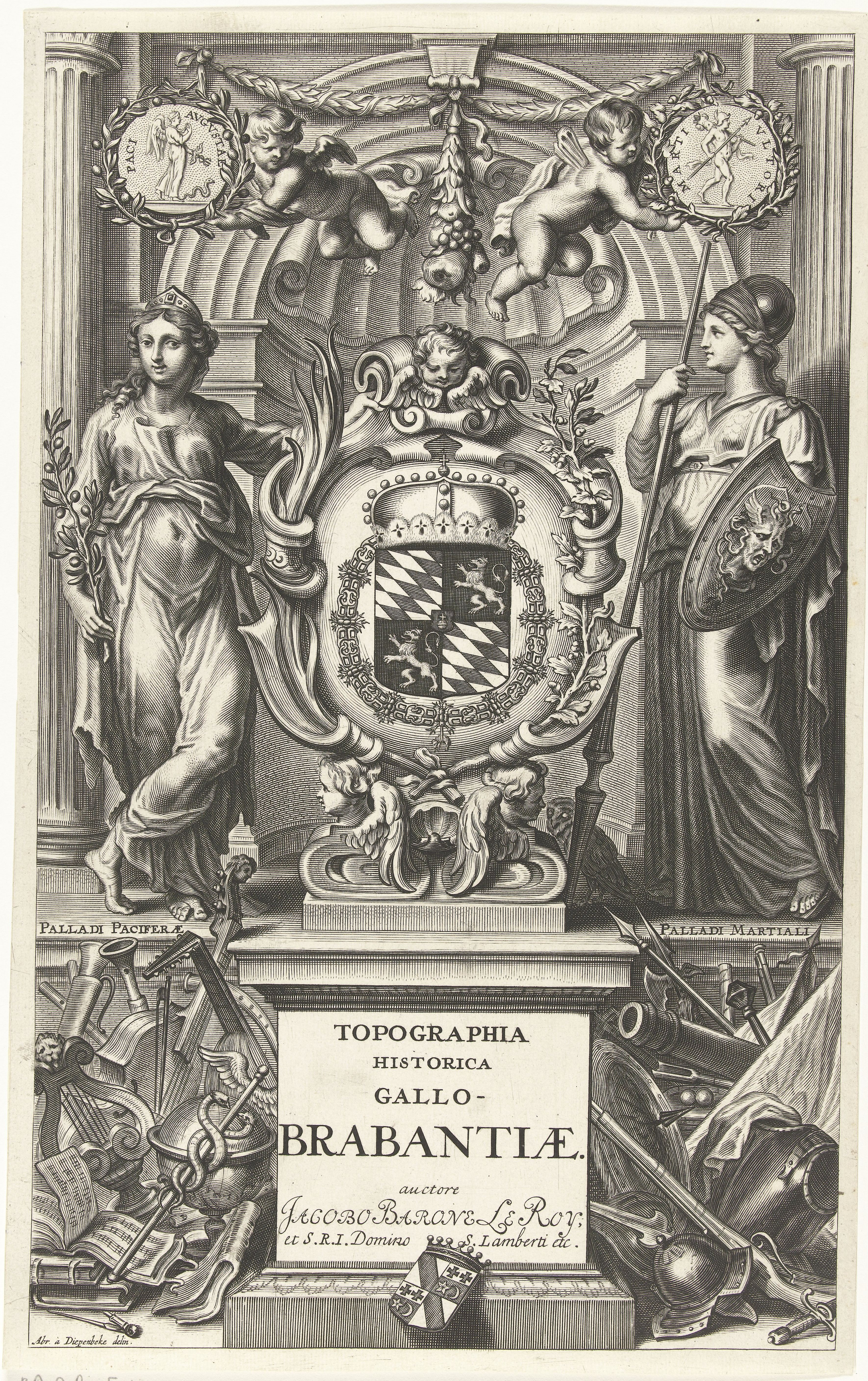
Jacob Le Roy, Topographia Historica Gallo-Brabantiae, Amsterdam 1692.

Jacob of Jacques Le Roy (Antwerpen, 29 oktober 1633 – Lier, 7 oktober 1719) was een Brabants magistraat en historicus. Hij was heer van Chapelle-Saint-Lambert en baron van Broechem. In opvolging van Antonius Sanderus maakte hij enkele belangwekkende chorografieën van Brabant en Antwerpen, waarvoor hij teksten schreef bij illustraties van diverse kunstenaars.

## Publicaties
- Histoire de l'aliénation, engagère et vente des seigneuries, domaines et jurisdictions du duché de Brabant, de Limbourg..., ca. 1657-1662
- Notitia marchionatus sacri romani imperii, 1678 (over het markgraafschap Antwerpen)
- Achates Tiberianus, sive Gemma caesarea, 1683
- Topographia historica Gallo-Brabantiae, 1692 (herdrukt 1693)
- Chronicon Balduini Avennensis, toparchae Bellimontis, sive Historia genealogica comitum Hannoniae aliorumque principum ante annos quingentos, 1693 (kroniek van Boudewijn van Avesnes)
- Castella et praetoria nobilium Brabantiae coenobiaque celebriora, 1694 (herdrukt 1696, 1697, 1699)
- Prædictio Anthoniæ Bourignon de vastatione urbis Bruxellarum per ignem, 1696
- L'Érection de toutes les terres, seigneuries et familles titrées du Brabant, 1699 (herdrukt 1706)
- Brabantia illustrata, continens ... castellorum et ... aedificorum descriptionem = Le Brabant illustré, contenant une ... description de tous les chateaux et ... edifices = Verheerlijkt Brabant, behelsende een ... beschryvinge ... van alle de kastelen en ... gebouwen, 1705
- Institution de la Chambre des comptes du Roi en Brabant à Bruxelles, 1716
- Instructions et ordonnances de la Chambre des comptes de Brabant, 1716
- Groot kerkelyk toneel des Hertogdoms van Brabant, 1727
- Le grand théâtre sacré du duché de Brabant, 1729
- Groot werreldlyk tooneel des hertogdoms van Braband, 1730
- Le grand théâtre profane du duché de Brabant, 1730